# Simon Plissonnier
Simon Plissonnier, né le 12 avril 1847 à Loisy (Saône-et-Loire) et mort le 5 octobre 1931 à Primarette (Isère), est un homme politique français. 

## Biographie
Il est diplômé de l'École des arts et métiers (Aix, 1864).

## Détail des fonctions et des mandats
Mandat locaux
- Conseiller général
- Vice-président du Conseil général de l'Isère

Mandats parlementaires
- 20 août 1893 - 31 mai 1898 : Député de l'Isère
- 27 avril 1902 - 31 mai 1906 : Député de l'Isère
- 6 mai 1906 - 31 mai 1910 : Député de l'Isère
- 24 avril 1910 - 31 mai 1914 : Député de l'Isère
- 26 avril 1914 - 7 décembre 1919 : Député de l'Isère
- 16 novembre 1919 - 31 mai 1924 : Député de l'Isère

## Sources
- « Simon Plissonnier », dans le Dictionnaire des parlementaires français (1889-1940), sous la direction de Jean Jolly, PUF, 1960 [détail de l’édition]